# Jess Harnell
Jess Q. Harnell (Teaneck, 23 dicembre 1963) è un doppiatore e cantante statunitense.

## Biografia
Suo padre era il noto compositore jazz Joe Harnell.

## Filmografia

### Doppiatore
- Darkwing Duck – serie TV animata, episodio 1x59 (1991)
- Ecco Pippo! (Goof Troop) – serie TV animata, episodio 2x16 (1992)
- Che magnifico campeggio (Camp Candy) – serie TV animata, episodio 3x06 (1992)
- Principe Valiant (The Legend of Prince Valiant) – serie TV animata, episodio 2x38 (1993)
- Tartarughe Ninja alla riscossa (Teenage Mutant Ninja Turtles) – serie TV animata, episodio 7x14 (1993)
- Bonkers gatto combinaguai (Bonkers) – serie TV animata, episodi 1x08-1x09-1x20 (1993)
- 2 cani stupidi (2 Stupid Dogs) – serie TV animata, 13 episodi (1993)
- La Pantera Rosa (The Pink Panther) – serie TV animata, episodio 1x10 (1993)
- I Fantastici Quattro (Fantastic Four) – serie TV animata, episodio 2x11 (1994)
- Dov'è finita Carmen Sandiego? (Where on Earth is Carmen Sandiego?) – serie TV animata (1994)
- Pom Poko (平成狸合戰ぽんぽこ Heisei tanuki gassen Ponpoko), regia di Isao Takahata (1994)
- Beethoven – serie TV animata, episodio 1x11 (1994)
- Biker Mice da Marte (Biker Mice from Mars) – serie TV animata, 5 episodi (1993-1995)
- Annibale e Cannibale (The Shnookums & Meat Funny Cartoon Show) – serie TV animata, 8 episodi (1995)
- Casper, regia di Brad Silberling (1995)
- Aladdin e il re dei ladri (Aladdin and the King of Thieves), regia di Tad Stones (1996)
- Freakazoid! – serie TV animata, 4 episodi (1995-1996)
- The Tick – serie TV animata, 29 episodi (1994-1996)
- Quack Pack - La banda dei paperi (Quack Pack) – serie TV animata, episodi 1x26-1x33 (1996)
- Road Rovers – serie TV animata, 13 episodi (1996-1997)
- Io sono Donato Fidato (I Am Weasel) – serie TV animata, episodio 1x01 (1997)
- Extreme Ghostbusters – serie TV animata, episodio 1x06 (1997)
- Casper - Un fantasmagorico inizio (Casper: A spirited beginning), regia di Sean McNamara (1997)
- The Weird Al Show – serie TV, episodio 1x06 (1997)
- Cuccioli della giungla (Jungle Cubs) – serie TV animata, episodio 2x05 (1997)
- The Mask – serie TV animata, 6 episodi (1996-1997)
- La vita con Louie (Life with Louie) – serie TV animata, episodi 3x01-3x12 (1997-1998)
- La spada magica - Alla ricerca di Camelot (Quest for Camelot), regia di Frederik Du Chau (1998)
- Pepper Ann – serie TV animata, episodi 1x01-2x02 (1997-1998)
- La famiglia della giungla (The Wild Thornberrys) – serie TV animata, episodio 1x07 (1998)
- Casper (The Spooktacular New Adventures of Casper) – serie TV animata, 27 episodi (1996-1998)
- Hercules – serie TV animata, episodi 1x03-1x24 (1998)
- Mignolo e Prof. (Pinky and the Brain) – serie TV animata, 5 episodi (1995-1998)
- Animaniacs – serie TV animata, 99 episodi (1993-1998)
- A Bug's Life - Megaminimondo (A Bug's Life), regia di John Lasseter, Andrew Stanton (1998)
- Toonsylvania – serie TV animata, 14 episodi (1998)
- Evviva Zorro (The New Adventures of Zorro) – serie TV animata, 26 episodi (1997-1998)
- Ricreazione (Disney's Recess) – serie TV animata, episodi 1x03-1x04-2x17 (1997-1998)
- Il nostro amico Martin (Our Friend, Martin) – film TV (1999)
- Mucca e Pollo (Cow and Chicken) – serie TV animata, episodi 1x00-1x01-4x01 (1995-1999)
- I misteri di Silvestro e Titti (Sylvester & Tweety Misteries) – serie TV animata, episodi 4x10-4x13 (1999)
- I Rugrats (Rugrats) – serie TV animata, episodi 4x03-6x19 (1999)
- Timon e Pumbaa (Timon and Pumbaa) – serie TV animata, 5 episodi (1995-1999)
- Toy Story 2 - Woody e Buzz alla riscossa (Toy Story 2), regia di John Lasseter, Lee Unkrich, Ash Brannon (1999)
- Picchiarello (The New Woody Woodpecker Show) – serie TV animata, episodi 1x01-1x04-1x14 (1999)
- Leone il cane fifone (Courage the Cowardly Dog) – serie TV animata, episodio 1x06 (2000)
- Hey, Arnold! (Hey Arnold!) – serie TV animata, episodio 4x17 (2000)
- Giuseppe - Il re dei sogni (Joseph: King of Dreams), regia di Rob LaDuca e Robert Ramirez (2000)
- Little Nicky - Un diavolo a Manhattan (Little Nicky), regia di Steven Brill (2000)
- Buzz Lightyear da Comando Stellare (Buzz Lightyear of Star Command) – serie TV animata, 4 episodi (2000)
- Le follie dell'imperatore (The Emperor's New Groove), regia di Mark Dindal (2000)
- Lilli e il vagabondo II - Il cucciolo ribelle (Lady and the Tramp II: Scamp's Adventure), regia di Darrell Rooney (2001)
- Samurai Jack – serie TV animata, episodio 1x09 (2001)
- I Simpson (The Simpsons) – serie TV animata, episodio 13x02 (2001)
- The Drew Carey Show – serie TV, episodio 7x13 (2001)
- Tom & Jerry e l'anello incantato (Tom and Jerry: The Magic Ring), regia di James T. Walker (2002)
- Teamo Supremo – serie TV animata, episodi 1x02-1x05 (2002)
- Scooby-Doo, regia di Raja Gosnell (2002)
- Lilo & Stitch, regia di Dean DeBlois e Chris Sanders (2002)
- House of Mouse - Il Topoclub (Disney's House of Mouse) – serie TV animata, episodi 1x13-2x11-4x03 (2001-2002)
- Lloyd nello spazio (Lloyd in Space) – serie TV animata, episodio 3x09 (2002)
- Il libro della giungla 2 (The Jungle Book 2), regia di Steve Trenbirth (2003)
- Il laboratorio di Dexter (Dexter's Laboratory) – serie TV animata, episodio 4x05 (2003)
- Le Superchicche (The Powerpuff Girls) – serie TV animata, episodio 5x07 (2003)
- Clifford e i suoi amici acrobati (Clifford's Really Big Movie), regia di Robert C. Ramirez (2004)
- Johnny Bravo – serie TV animata, 4 episodi (2000-2004)
- Le nuove avventure di Scooby-Doo (What's New, Scooby-Doo?) – serie TV animata, episodio 2x11 (2004)
- Topolino, Paperino, Pippo: I tre moschettieri (Mickey, Donald, Goofy: The Three Musketeers), regia di Donovan Cook (2004)
- Due fantagenitori (The Fairly OddParents) – serie TV animata, episodio 4x09 (2004)
- Duck Dodgers – serie TV animata, 4 episodi (2003-2004)
- Striscia, una zebra alla riscossa (Racing Stripes), regia di Frederik Du Chau (2005)
- Tom & Jerry: Rotta su Marte (Tom and Jerry: Blast Off to Mars!), regia di Bill Kopp (2005)
- I Rugrats da grandi (All Grown Up!) – serie TV animata, episodio 3x02 (2005)
- Tom & Jerry: Fast & Furry (Tom and Jerry in The Fast and the Furry), regia di Bill Kopp (2005)
- Catscratch – serie TV animata, episodio 1x13 (2006)
- L'era glaciale 2 - Il disgelo (Ice Age: The Meltdown), regia di Carlos Saldanha (2006)
- Cars - Motori ruggenti (Cars), regia di John Lasseter (2006)
- Asterix e i vichinghi (Astérix et les Vikings), regia di Stefan Fjeldmark e Jesper Møller (2006)
- Uno zoo in fuga (The Wild), regia di Steve "Spaz" Williams (2006)
- I racconti di Terramare (ゲド戦記 Gedo senki), regia di Gorō Miyazaki (2006)
- VeggieTales – serie TV animata, episodio 1x05 (2006)
- My Life as a Teenage Robot – serie TV animata, episodi 2x01-3x02-3x11 (2004-2007)
- Le tenebrose avventure di Billy e Mandy (The Grim Adventures of Billy & Mandy) – serie TV animata, 7 episodi (2001-2007)
- TMNT, regia di Kevin Munroe (2007)
- Ben 10 – serie TV animata, episodio 3x10 (2007)
- Surf's Up - I re delle onde (Surf's Up), regia dia Ash Brannon e Chris Buck (2007)
- Class of 3000 – serie TV animata, episodio 2x05 (2007)
- Drawn Together – serie TV animata, 38 episodi (2004-2007)
- Kim Possible – serie TV animata, episodi 4x12-4x16 (2007)
- Underdog - Storia di un vero supereroe (Underdog), regia di Frederik Du Chau (2007)
- Transformers, regia di Michael Bay (2007)
- Biker Mice from Mars – serie TV animata, 19 episodi (2006-2007)
- Ortone e il mondo dei Chi (Horton Hears a Who!), regia di Jimmy Hayward e Steve Martino (2008)
- WALL•E, regia di Andrew Stanton (2008)
- Space Chimps - Missione spaziale (Space Chimps), regia di Kirk De Micco (2008)
- Ponyo sulla scogliera (崖の上のポニョ  Gake no ue no Ponyo), regia di Hayao Miyazaki (2008)
- A scuola con l'imperatore (The Emperor's New School) – serie TV animata, episodi 2x03-2x28 (2007-2008)
- Chowder - Scuola di cucina (Chowder) – serie TV animata, episodi 1x04-1x18-2x18 (2007-2008)
- The Replacements - Agenzia sostituzioni (The Replacements) – serie TV animata, 16 episodi (2006-2009)
- Gli amici immaginari di casa Foster (Foster's Home for Imaginary Friends) – serie TV animata, episodio 6x09 (2009)
- Up, regia di Pete Docter e Bob Peterson (2009)
- The Secret Saturdays – serie TV animata, episodi 1x05-1x17 (2007-2008)
- Transformers 2 - La vendetta del Caduto (Transformers: Revenge of the Fallen), regia di Michael Bay (2009)
- Piovono polpette (Cloudy with a Chance of Meatballs), regia di Phil Lord e Christopher Miller (2009)
- Rahan – serie TV animata, episodio 1x01 (2009)
- Kick Chiapposky - Aspirante stuntman (Kick Buttowski: Suburban Daredevil) – serie TV animata, episodio 1x05 (2010)
- Toy Story 3 - La grande fuga (Toy Story 3), regia di Lee Unkrich (2010)
- Phineas e Ferb (Phineas and Ferb) – serie TV animata, episodi 1x31-2x37 (2008-2010)
- Super Hero Squad Show (The Super Hero Squad Show) – serie TV animata, 16 episodi (2009-2011)
- Cars 2, regia di Brad Lewis e John Lasseter (2011) (non accreditato)
- Transformers 3, regia di Michael Bay (2011)
- Lorax - Il guardiano della foresta (The Lorax), regia di Chris Renaud e Kyle Balda (2012)
- Agente speciale Oso (Special Agent Oso) – serie TV animata, 5 episodi (2010-2012)
- Ralph Spaccatutto (Wreck-It Ralph), regia di Rich Moore (2012)
- Totally Spies! - Che magnifiche spie! (Totally Spies!) – serie TV animata, 54 episodi (2001-2012)
- Curioso come George (Curious George) – serie TV animata, episodio 7x06 (2010)
- The Cleveland Show – serie TV animata, 16 episodi (2011-2013)
- Monsters University, regia di Dan Scanlon (2013)
- Cattivissimo me 2 (Despicable Me 2), regia di Pierre Coffin e Chris Renaud (2013)
- The Looney Tunes Show – serie TV animata, 13 episodi (2011-2013)
- Pound Puppies – serie TV animata, 4 episodi (2012-2013)
- Mr. Peabody e Sherman (Mr. Peabody & Sherman), regia di Rob Minkoff (2014)
- Turbo FAST – serie TV animata, episodi 1x12-1x18 (2014)
- Inside Out, regia di Pete Docter (2015) (non accreditato)
- Minions, regia di Pierre Coffin e Kyle Balda (2015)
- Looney Tunes: Due conigli nel mirino (Looney Tunes: Rabbits Run), regia di Jeff Siergey (2015)
- Rick and Morty – serie TV animata, episodi 1x02-1x03-2x05 (2013-2015)
- Hotel Transylvania 2, regia di Genndy Tartakovsky (2015)
- Il viaggio di Norm (Norm of the North), regia di Trevor Wall (2016)
- Uncle Grandpa – serie TV animata, episodio 3x18 (2016)
- Pets - Vita da animali (The Secret Life of Pets), regia di Chris Renaud e Yarrow Cheney (2016)
- Sing, regia di Garth Jennings (2016)
- I 7N – serie TV animata, 42 episodi (2014-2016)
- Mixels – serie TV animata, 13 episodi (2014-2016)
- Son of Zorn – serie TV animata, episodi 1x01-1x05-1x13 (2016-2017)
- Marco e Star contro le forze del male (Star vs. the Forces of Evil) – serie TV animata, episodio 2x21 (2017) (non accreditato)
- Rapunzel - Prima del sì (Tangled: Before Ever After) – film TV animato (2017)
- Cattivissimo me 3 (Despicable Me 3), regia di Pierre Coffin, Kyle Balda ed Eric Guillon (2017)
- Transformers - L'ultimo cavaliere (Transformers: The Last Knight), regia di Michael Bay (2017)
- Mighty Magiswords – serie TV animata, 5 episodi (2016-2017)
- Emoji - Accendi le emozioni (The Emoji Movie), regia di Tony Leondis (2017)
- A casa dei Loud (The Loud House) – serie TV animata, episodi 1x11-1x15-2x20 (2016-2017)
- Big Mouth – serie TV animata, episodio 1x03 (2017)
- Pickle and Peanut – serie TV animata, episodio 2x10 (2017)
- Dorothy e le meraviglie di Oz (Dorothy and the Wizard of Oz) – serie TV animata, 12 episodi (2017)
- Dottoressa Peluche (Doc McStuffins) – serie TV animata, 31 episodi (2012-2018)
- Elena di Avalor (Elena of Avalor) – serie TV animata, 4 episodi (2016-2018)
- Legends of Tomorrow – serie TV animata, episodio 3x14 (2018)
- Topolino e gli amici del rally (Mickey and the Roadster Racers) – serie TV animata, episodio 2x09 (2018)
- Sofia la principessa (Sofia the First) – serie TV animata, 32 episodi (2013-2018)
- Il Grinch (The Grinch), regia di Yarrow Cheney e Scott Mosier (2018)
- Ratchet & Clank: Rift Apart - Videogioco (2021)
- Pastacolypse, regia di Matt Maiellaro (2023)

## Doppiatori italiani
Da doppiatore è sostituito da:
Paolo De Santis in Ratchet & Clank: Rift Apart